# リンジー・フェルトン
リンジー・マリー・フェルトン（Lindsay Marie Felton, 1984年12月4日 - ）は、アメリカ合衆国出身の女優である。

## 出演作品

### テレビ
- ER緊急救命室シーズンⅩⅢ #6（ドナ・パルシー）
- ナイトメア・ルーム #5（エイプリル）
- 私はケイトリン（ケイトリン）